# Mark Dean (Basketballspieler)
Prince Mark Antonio Dean (* 30. Dezember 1971 in Nassau (Bahamas)) ist ein ehemaliger bahamaischer Basketballspieler.

## Laufbahn
Dean spielte in den Vereinigten Staaten am Southeast Community College in Nebraska, dann war er von 1991 bis 1994 Spieler der University of Colorado. Nach einer überzeugenden Saison 1993/94 (15,5 Punkte, 9,5 Rebounds/Spiel) wechselte er ins Profilager. Seinen ersten Vertrag unterschrieb Dean im Januar 1995 beim österreichischen Bundesligisten BK Klosterneuburg. Zur Saison 1995/96 wechselte Dean zu MZT Skopje nach Mazedonien, blieb dort bis 1997 und war mit der Mannschaft ebenfalls in europäischen Vereinswettbewerben vertreten.
In der Saison 1997/98 stand Dean beim deutschen Bundesligisten SV Oberelchingen unter Vertrag. Mit den „Elchen“ wurde er in der Basketball-Bundesliga Tabellenzwölfter und sammelte im Korać-Cup weitere Erfahrung in einem europäischen Wettbewerb. In der Bundesliga stand Dean mit 20,5 Punkten je Begegnung auf dem dritten Platz der Korbjägerliste.
Deans gute Leistungen in Deutschland brachten ihm einen Vertrag in Israel ein: Im Spieljahr 1998/99 kam er als Spieler von Bnei Herzelia auf Mittelwerte von 15,7 Punkte und 9,5 Rebounds pro Begegnung. Auch in der Folgesaison war der Bahamaer in Israel beschäftigt und stand in Diensten von Maccabi Haifa (20 Spiele: 13,7 Punkte, 7,3 Rebounds/Spiel). In den nachfolgenden Jahren spielte er bei Apoel Limassol auf Zypern (2000/01), bei Benfica Lissabon in Portugal (2001/02), erneut auf Zypern bei Etha Engomi (2002/03), bei Al Ahli in Saudi-Arabien (2003/04) und in der Saison 2004/05 wieder in Israel, diesmal bei Elizur Askelon. Dort wurden in 20 Saisonspielen Mittelwerte von 12,9 Punkten und 5,6 Rebounds je Begegnung für ihn verzeichnet. Zum Abschluss seines Daseins als Berufsbasketballspieler verstärkte der Innenspieler Saint Étienne in der zweithöchsten Liga Frankreichs, erreichte dort in der Saison 2005/06 13,1 Punkte und 7,2 Rebounds pro Spiel.